# Édes Jézus, én szerelmem
Az Édes Jézus, én szerelmem egy Jézusról szóló egyházi ének. Dallama a Zsasskovszky-énektárból való, szövegét Szentmihályi Mihály írta.

## Kotta és dallam
| Édes Jézus! én szerelmem, óh mily nagyon szeretlek, te vagy kincsem és mindenem, hű szívembe elrejtlek. Jöjj el, jöjj el, siess már, Jézus! téged szívem vár.    | Édes Jézus! mivel téged minden fölött szeretlek, minden kincset és örömet érted, Jézus! megvetek. Jöjj el, jöjj el, siess már, Jézus! téged szívem vár.    |
| Buzgó szívvel kérlek téged, oh Jézus! örök felség! szeretettel s kegyelemmel teljes igaz Istenség. Jöjj el, jöjj el, siess már, Jézus! téged szívem vár.         | Minden jókat én elhagyok, veled megyek kínokra, nagy kínokban, fájdalmakban veled megyek halálra. Jöjj el, jöjj el, siess már, Jézus! téged szívem vár.    |
| Semmi ínség és erősség szerelmed nem fogyasztja, sőt nagyobb tűz tehozzád fűz, és szívemet gyullasztja. Jöjj el, jöjj el, siess már, Jézus! téged szívem vár.    | Ahol leszek, Jézus! téged óhajtlak és kiáltlak, boldog leszek, ha elérlek, boldogabb, ha megtartlak. Jöjj el, jöjj el, siess már, Jézus! téged szívem vár. |
| Benned bízom, fohászkodom, benned bízót szeressed. Jézus! ne hagyj, velem maradj, mennyben is éljek veled. Jöjj el, jöjj el, siess már, Jézus! téged szívem vár. | |

## Felvételek
- SZVU 144 Édes Jézus én szerelmem. YouTube (2011. április 4.)  (Hozzáférés: 2017. február 7.) (audió)
- Ó szentséges, ó kegyelmes / Édes Jézus! én szerelmem. Boldog Meszlényi Zoltán katolikus énekkar  YouTube (Hozzáférés: 2017. február 7.) (videó) 4:28-tól.
- Édes Jézus én szerelmem. Tudásháló (Hozzáférés: 2017. február 7.) (audió) arch